# A Vida do Bebê
A Vida do Bebê é um livro escrito pelo pediatra Rinaldo de Lamare. Apresenta textos que auxiliam os pais na criação de recém-nascidos (puericultura) e bebês maiores, dicas de saúde, doenças e como tratar os bebês. De Lamare escreveu a obra durante seu tempo livre de trabalho em sua clínica em Madureira e a primeira edição foi publicada em 1941. É atualmente publicado pela Ediouro (selo Agir) e já vendeu ao todo mais de 6,5 milhões de cópias em 42 edições.